# 路氹金光大道

金光大道度假區標誌

晚上的路氹金光大道(2020年2月)

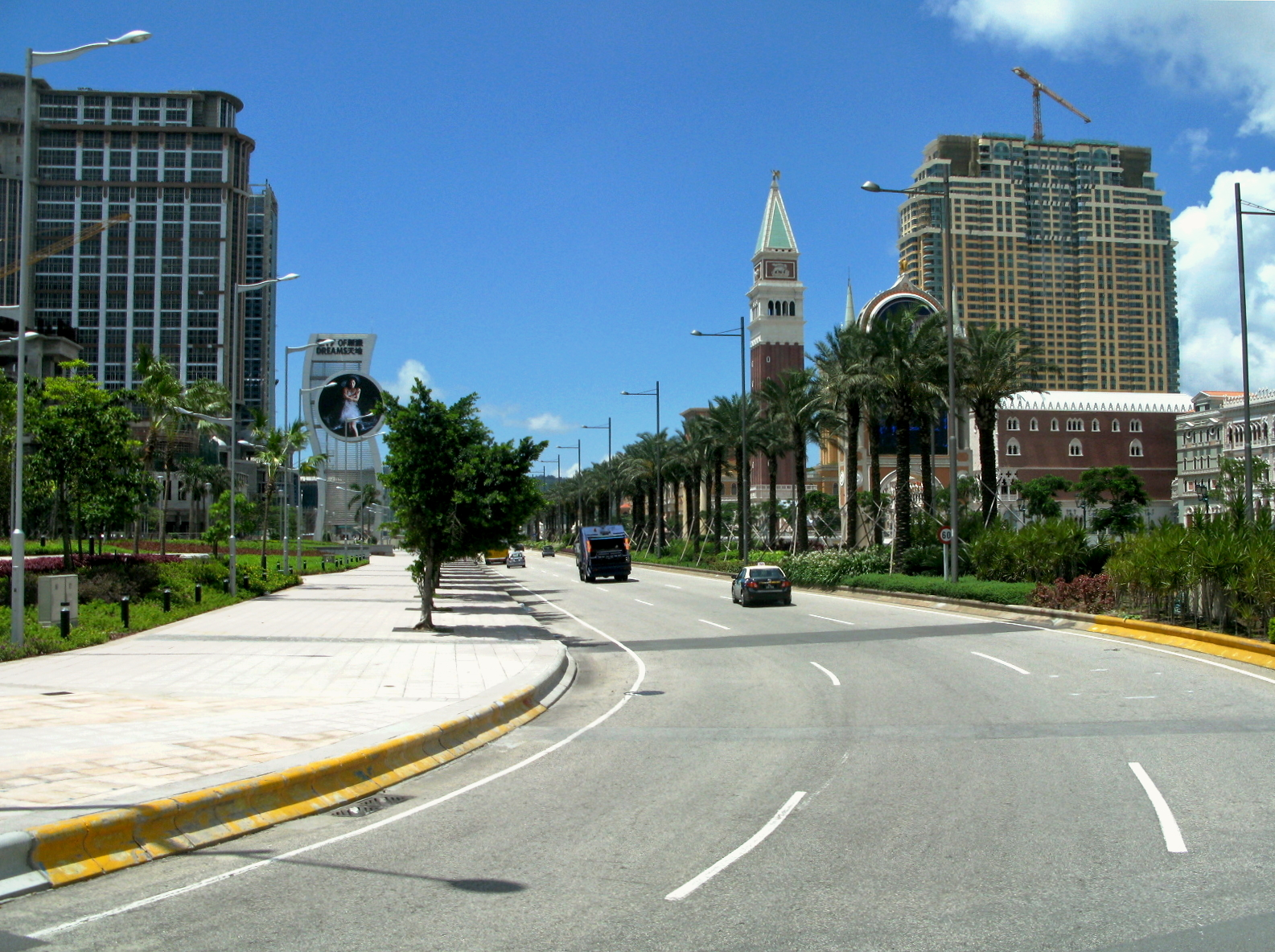
路氹金光大道(2009年7月)

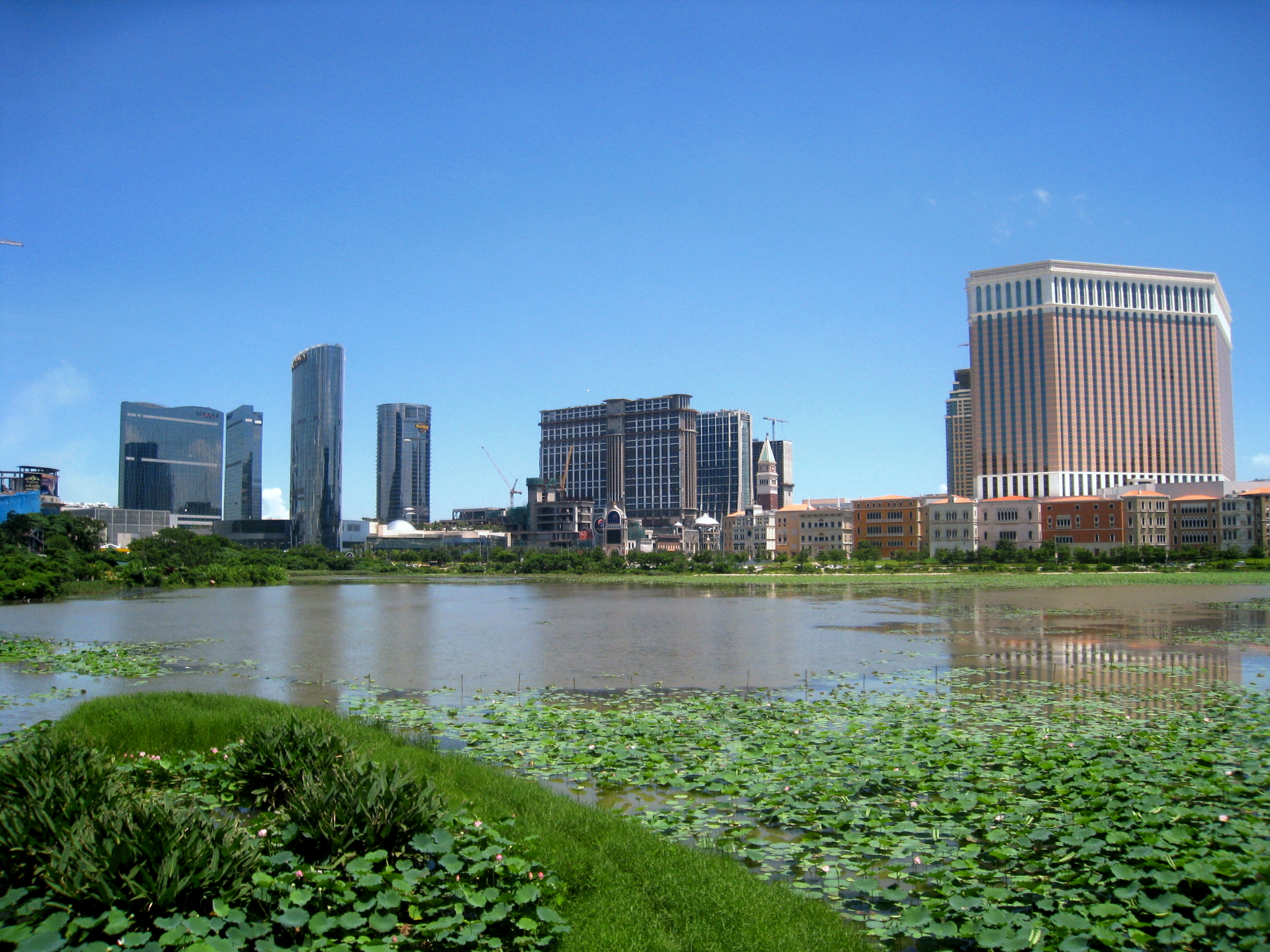
路氹金光大道多間酒店項目，包括新濠天地、金沙城中心及澳門威尼斯人度假村酒店

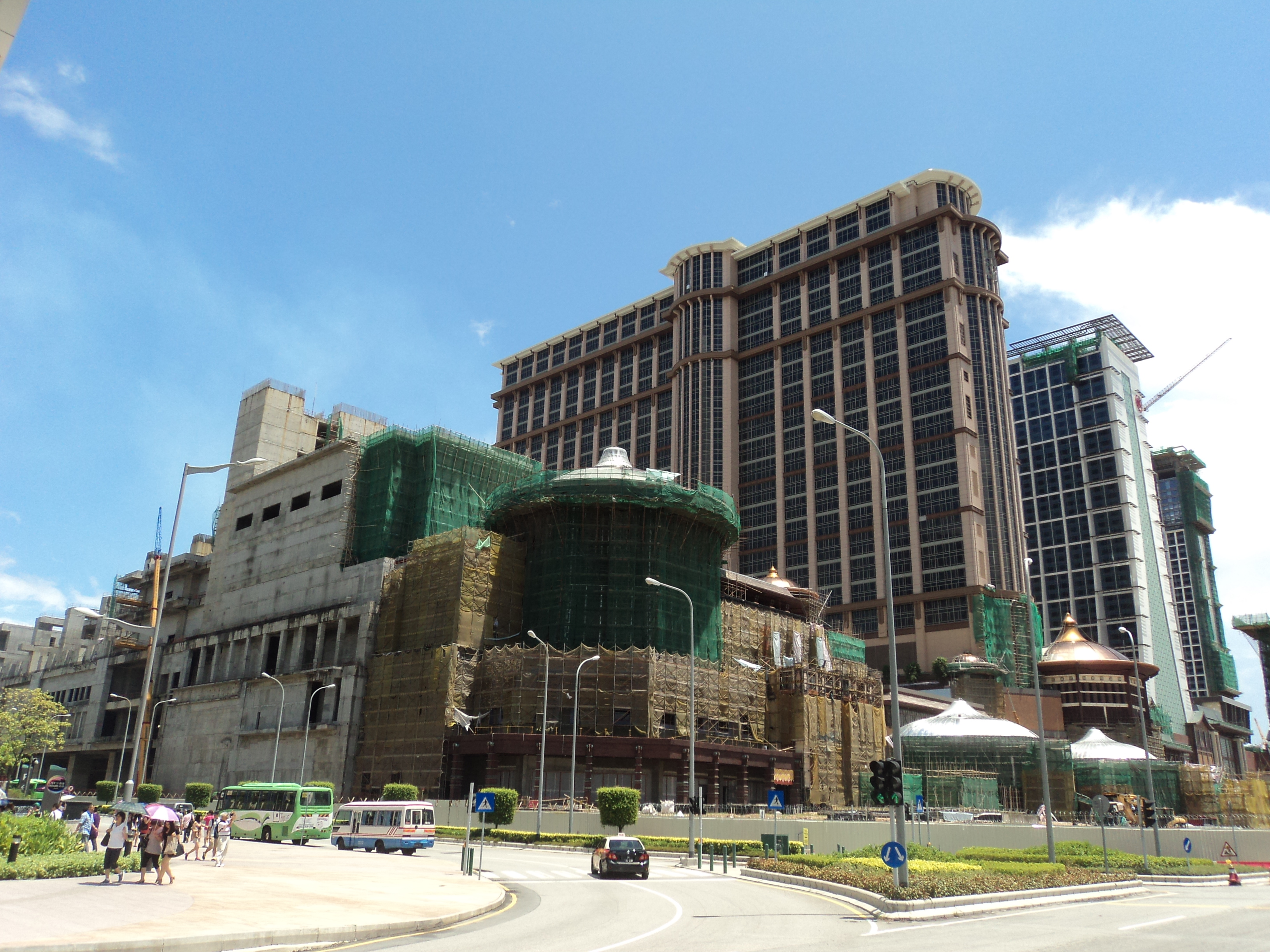
金沙城中心已於2012年落成啟用

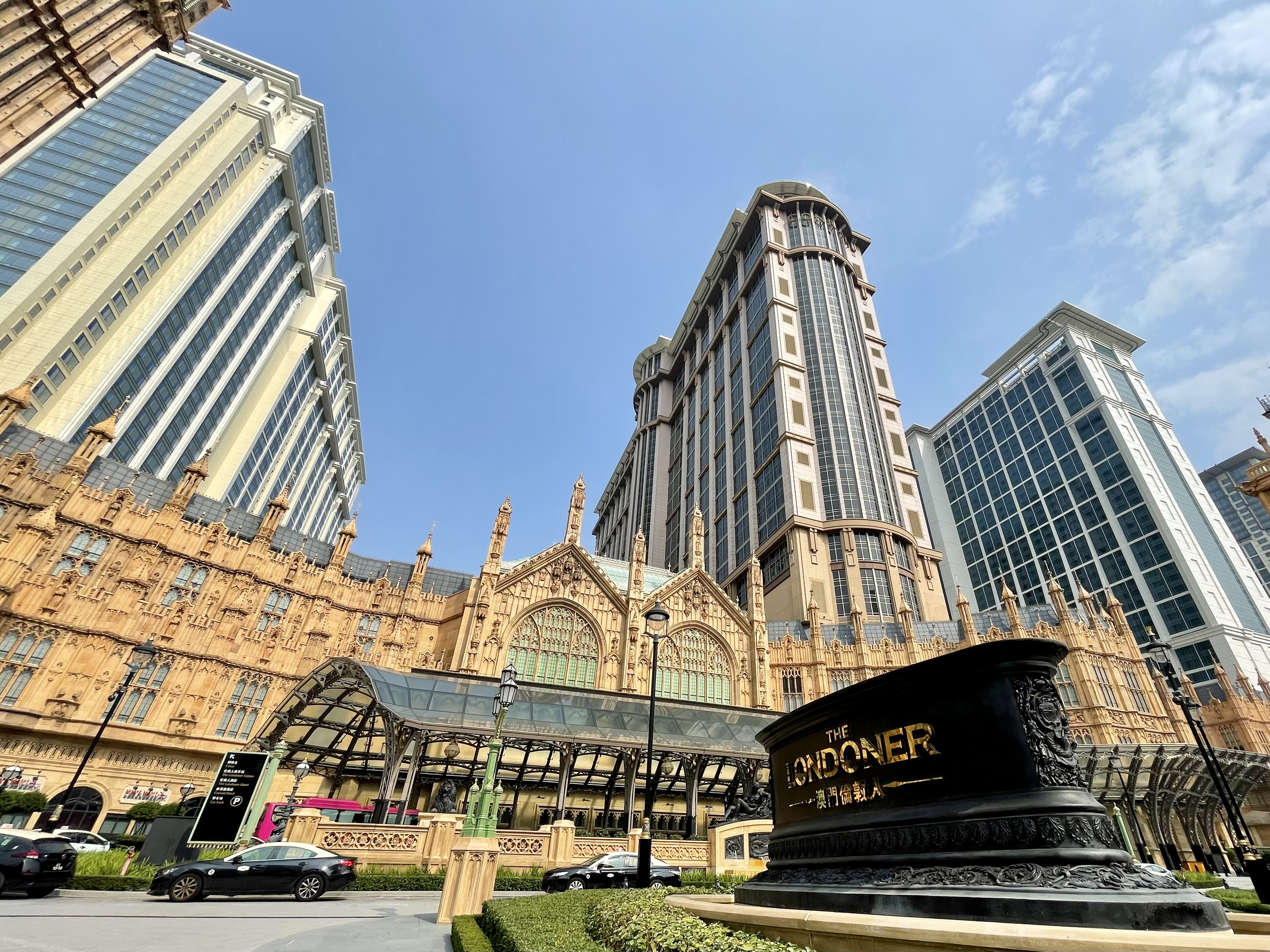
金沙城中心已於2021年翻新成澳門倫敦人

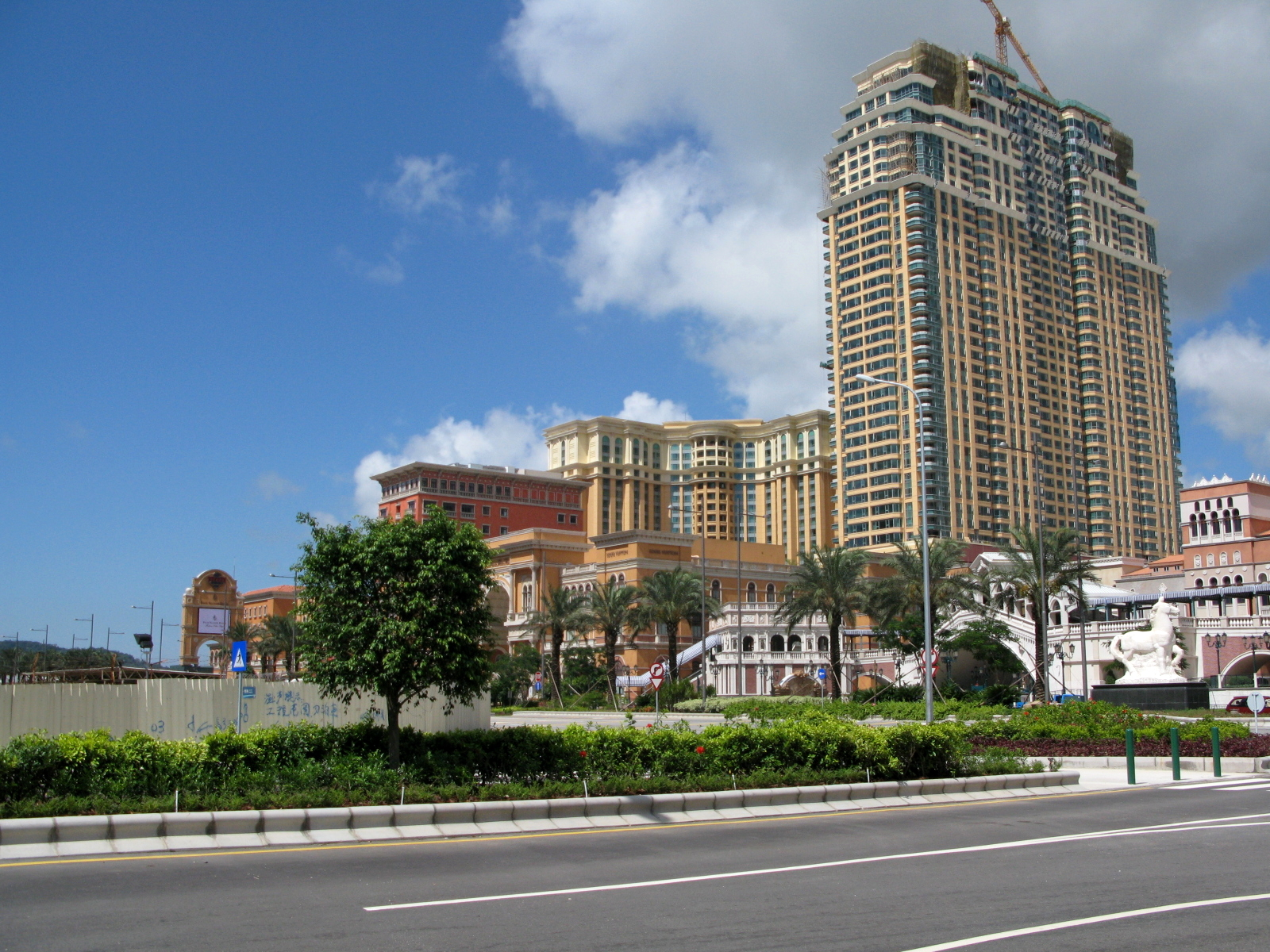
澳門四季酒店

路氹金光大道（英語：Cotai Strip，簡稱「金光大道」）是一項大型旅遊建設項目的商用名稱，由拉斯維加斯金沙集團股份有限公司起名，并在澳门等地注册成其私有商标。后来，这家公司又尝试把它的眾多變體，注冊成它的商标，授權作各種用途。其規劃模式類似于拉斯維加斯的拉斯維加斯大道，是威尼斯人(澳門)股份有限公司的重點發展項目；路氹金光大道位於路氹城，被路氹連貫公路貫穿。
而金光大道開發案本身，集酒店、會展、休閑、表演和娛樂等元素於一身，是澳門一個重要的新興旅遊區域。項目正在建設中，建成後將會有約20座大型酒店，共提供約60,000間客房、十數家大型娛樂場，多個大型購物中心、數個會展場地、以及多個大型表演場館。整個項目總投資額預計將達到120-150億美元地 （折算約為澳門元1000億元左右），耗時約7至10年時間分3期發展8個地段。

## 歷史
金光大道地段原本只有一條連接氹仔、路環兩個離島的公路──路氹連貫公路，及後因澳門土地不敷應用而進行大型填海工程，填海得來的地段稱為路氹新城（現稱路氹城）；而該處原本規劃為一新市鎮，作為對鄰近聯生工業村的後勤支援城區，後來經濟不景氣，使路氹城的發展受到拖延，而因為博彩業開放而導致的土地需求，更使原來的新市鎮規劃被擱置。
2002年，澳門特別行政區政府決定不再發出博彩專營權，於同年正式開放賭權，而威尼斯人澳門從銀河娛樂中獲得其分拆的半張賭牌，並立即開展其於澳門的發展計劃。而威尼斯人澳門於澳門的首個發展項目是位於澳門新口岸區的澳門金沙娛樂場（Sands Macau），並於2004年5月18日正式開幕，是開放賭權後首間開幕的娛樂場，同時亦成為全澳第一家外資企業投資的娛樂場。
2005年3月18日，威尼斯人澳門連同七家世界知名酒店品牌於澳門金沙娛樂場舉行新聞發佈會，正式宣佈一個名為「路氹金光大道」的重點發展項目，發展項目將位於澳門兩離島（氹仔島與路環島）之間的填海區──路氹城（當時稱之為：路氹新城），項目佔地面積達到0.8平方公里，耗時約7至10年時間分3期發展8個地段，包括20間酒店，共提供約60,000間客房、多間商場、消閑設施及娛樂場。整個路氹金光大道項目的計劃由威尼斯人(澳門)股份有限公司牽頭發展，同時尋找不同的合作伙伴，項目的總投資額預計將達到120-150億美元（折算約為澳門元1000億元左右），整個項目計劃將包括酒店、會展和娛樂場三大主要部分，集合消閒、娛樂、渡假於一身。
但2008年全球金融海嘯的影響下，威尼斯人(澳門)股份有限公司的母公司美國拉斯維加斯金沙集團股價大跌並傳聞面臨破產危機，因而再傳出影響到澳門路氹金光大道的發展。同年11月，金沙集團向美國證監會提交文件，表示擱置澳門香格里拉酒店及喜來登酒店項目。不過於2010年7月，金融海嘯之後，金沙中國已經宣佈重新展開第5及第6地段的工程，並且將在2012年第一季開幕。
於2008年12月2日，信德集團宣布將夥拍Dubai Holding 旗下的 Jumeirah Group，作為於澳門路氹城興建朱美拉澳門酒店(Jumeirah Macau Hotel)之管理及品牌營運。Jumeirah Macau Hotel 選址於路氹城的中心位置，毗鄰澳門東亞運動會體育館，是信德集團旗下第四間於澳門的五星級酒店。為澳門引入超級豪華的杜拜體驗。
不過，金沙在路氹金光大道第七、第八地段計劃觸礁，被政府否決批地申請。2011年1月，金沙集團主席艾德森開腔談兩地段，卻有另一番睇法。「如果有其他人發展第七、第八地段，我會好開心，比我自己發展更開心。這樣可以把路氹市場大餅做大。」 根據有關計劃進程，金沙將花一年至一年半發展第五、第六期，隨後將發展已獲批給的第三期，預計花三年發展。「按照時間，到我取得第七、第八期，已接近賭牌批給合同的期限。這已沒有足夠時間興建及盈利。」他說。雖然表達出極希望賭牌最終可獲得續期。即使扣除 7、 8地段，金沙仍然是 6大賭場營運商當中，未來發展規模最大的一家。金沙城中心開幕之後，金沙中國在金光大道已擁有近一萬間酒店房，被問到會否願意將未發展的土地與對手合作，艾德森回應道：“試問若果你買六合彩中了一億元，你會分多少予沒有買的人呢？”艾德森表示，金光大道最初祇是批出一間煙花工廠，另一塊地當時無人相信可發展成度假城。“當初對手不願意來到路氹城發展，現在卻想我將土地拿出來交予競爭對手？”
澳博行政總裁蘇樹輝早前透露，澳博已經向澳門政府表明，有意發展被金沙中國稱為第 7、 8地段土地。美銀美林亦估計，澳博最有機會承辦 7、 8地段發展權，因澳博早前已去信澳門政府表示對發展該地段有興趣，加上其資產負債表較穩健，及在氹仔仍沒有項目。
2011年9月7日，中銀國際發表研究報告指出，澳博在與該行的會議上表示，預期路氹項目可於年底獲知批出結果，預計包括其他賭場經營者項目在內，如永利、美高梅等，每家賭場希望再各自增加500-600張賭檯。預計澳博在路氹項目可望於獲得審批後的卅六個月內完成，項目設計亦已完成，資本開支預計約為155億元。澳博行政總裁蘇樹輝表示，集團正申請一塊佔地約七萬二千平方米、位於澳門蛋旁的路氹項目用地，目前正待政府批給。該地面積較其他博企規模小，不過“小有小好，視乎設計，夠用即可”，並透露項目中將增加非博彩元素。
2012年5月30日金沙中國撤銷就澳門不獲批路氹金光大道第七、八地段申請的行政上訴。
2012年9月20日金沙集團主席蕭登．艾德森透露路氹金光大道第三地段「巴黎人」（Parisian）項目将以巴黎艾菲爾鐵塔為概念，預期投資達25億美元（約194.5億港元），將提供逾3,300間酒店房。
2013年4月25日，在香港上市的路易十三集團在路氹的超豪華酒店項目路易十三舉行動土典禮，總投資約64億港元，佔地約94.5萬平方呎，提供約236間套房，預計2015年底竣工。

### 第三方产业
自從这个系列的第一个项目——澳门威尼斯人开张，就有卖淫集团在路氹金光大道的室内外多处盘据和营业，禁之不绝，后来规模大了，足以和葡京酒店商场的黑点相提并论，甚至有过之而无不及，便被叫做新沙圈。不同派系激烈斗争，2019年有人为此在这儿死于刀伤。

## 行政區劃
金光大道位於路氹城，而路氹城在澳門的行政分區（堂區）上並不屬於任何堂區，此區域的土地大部份從填海而得來。而大道的範圍主要包括區內主要幹道路氹連貫公路及其兩側大型填海地段，項目規劃中把該區域分為八個地段。

### 區域劃分
由於「路氹金光大道」是威尼斯人(澳門)股份有限公司的重點發展項目，因此區內所有項目都有威尼斯人的參與，包括澳門威尼斯人度假村酒店、四季酒店、金沙城中心、澳門巴黎人等投資項目，都包括了威尼斯人的投資項目，因此威尼斯人亦會對該部份項目作宣傳推廣。但一同位於路氹城的新濠天地、星麗門、銀河渡假城、永利皇宮等建設項目，並不包括於金光大道的發展項目中，同時「路氹金光大道」亦已作了商標註冊，所以該等項目在宣傳期間亦盡量不使用「金光大道」等字眼。

## 景點及建築物一覽
| 路氹金光大道™（） 地段分佈示意圖 |                                                              |                  |                                |        |
| ↑ 氹 仔 ↑ |                                                              |                  |                                |        |
| 地段一 | 澳門威尼斯人                                                 | 路氹連貫公路北段 | 新濠天地項目（頤居/迎尚/君悅） | 地段四 |
| 地段二 | 百利宮（四季）                                               | 路氹連貫公路北段 | 永利皇宫/美獅美高梅→           | ----   |
| ---- | ← 澳門銀河（大倉/悅榕莊/銀河/麗思卡爾頓/JW萬豪）、澳門百老匯 | 路氹連貫公路北段 | 澳門倫敦人（康萊德/假日）      | 地段五 |
| 地段三 | 澳門巴黎人                                                   | 路氹連貫公路北段 | 澳門倫敦人（喜來登/瑞吉）      | 地段六 |
| ---- | 新濠影匯                                                     | 路氹連貫公路北段 | 待定項目（待定）               | 地段七 |
| ---- | 新濠影匯                                                     | 路氹連貫公路北段 | 待定項目（待定）               | 地段八 |
| ↓ 路 環 ↓ |                                                              |                  |                                |        |
| 註：除澳門威尼斯人、新濠天地、澳門百利宮、澳門銀河、澳門倫敦人、新濠影滙、澳門巴黎人及永利皇宮已落成啟用外，其他項目尚處於興建階段，部份項目仍在設計當中，故此位置僅供參考。 |                                                              |                  |                                |        |

## 配套設施
| 項目名稱               | 設施 | 開幕日期       | 地段       | 備註                          |
| ---------------------- | --- | -------------- | ---------- | ----------------------------- |
| 澳門威尼斯人度假村酒店 | 威尼斯人度假村酒店 大運河購物中心 金光綜藝館 金光會展 澳門威尼斯人娛樂場                                                                                            | 2007年8月28日  | 第1地段    |                               |
| 澳門百利宮             | 四季酒店 四季·名店 百利沙娛樂場 | 2008年8月28日  | 第2地段    | 四季．名店於2008年7月25日開幕 |
| 新濠天地               | 頤居 迎尚酒店 君悅酒店 新濠大道 | 2009年6月1日   | 第4地段    |                               |
| 澳門銀河               | 澳門銀河酒店 澳門大倉酒店 澳門悅榕莊 澳門JW萬豪酒店 澳門麗思卡爾頓酒店 銀河影院 澳門百老匯 澳門銀河萊佛士 澳門安達仕酒店 澳門嘉佩樂酒店 銀河國際會議中心 銀河綜藝館 | 2011年5月15日  | ----       |                               |
| 澳門倫敦人             | 康萊德酒店 倫敦人酒店 喜來登酒店 瑞吉酒店 倫敦人購物中心 | 2012年4月11日  | 第5、6地段 | 前身為澳門金沙城中心          |
| 新濠影匯               | 新濠影滙酒店 新濠影滙娛樂場 新濠影滙綜藝館 新濠影滙購物大道 | 2015年10月27日 | ----       |                               |
| 永利皇宮               | 永利皇宮酒店 永利皇宮娛樂場 永利名店街 | 2016年8月22日  | ----       |                               |
| 澳門巴黎人             | 巴黎人酒店 巴黎人娛樂場 巴黎人購物中心 | 2016年9月13日  | 第3地段    |                               |

## 商標旗下品牌

### 金光飛航
路氹金光大道®金光飛航™（Cotai Jet™）是一家獲批准經營來往港澳高速客輪航線的品牌；公司業務及旗下的客船是由拉斯維加斯金沙集團股份有限公司（NYSE:LVS）的全資附屬公司擁有，並由金珠船務管理服務有限公司（Cotai Chu Kong Shipping Management Services Co. Ltd.）負責管理及營運。開航的主要目的是為了開拓客源，威尼斯人(澳門)希望籍此吸引更多旅客由氹仔客運碼頭入境澳門，再經酒店專巴接載旅客直達澳門威尼斯人渡假村酒店及路氹金光大道。

### 金光綜藝館
路氹金光大道®金光綜藝館™是澳門的一個室內活動場館。它是亞洲設備最完善的綜合室內多用途會展及表演場館之一，可同時容納超過15,000人；亦是全澳門最大的單一室內活動場館（以座位計算），綜藝館可容納的觀眾數比香港的紅磡香港體育館的12,500人更多。綜藝館位於澳門威尼斯人渡假村內，於2007年8月28日與澳門威尼斯人渡假村同時開幕啟用。全館設有空氣調節，場內並無任何支柱。

### 金光會展
路氹金光大道®金光會展™位於澳門威尼斯人會議中心內，面積達800,000平方呎（約75,000平方米），共分為A、B、C、D、E、F六個展廳，每三個展區分一層並排，兩層展廳均設有升降機貫通上下兩層；面積由最細的9,300平方米到最大的14,000平方米不等。當金光綜藝館進行活動期間，金光會展的部份展廳會僻作臨時停車場方便觀眾。

### 金光票務
路氹金光大道®金光票務™（CotaiTicketing™）主要業務包括售賣各個路氹金光大道的表演門票，同時代售威尼斯人度假村酒店的頁多拉船票，以及訂購各酒店、表演場地的優惠門券。售票處位以下各地點：澳門威尼斯人度假村酒店東門大堂、薩雅劇院售票處、大運河購物中心的三個諮詢處、金沙娛樂場大堂售票處及澳門四季．名店售票處。

### 金光穿梭巴士
路氹金光大道®金光穿梭巴士™是澳門一隊大型的穿梭巴士團隊，車隊為數約200輛，提供路氹金光大道品牌下的酒店及娛樂設施等來往各口岸的穿梭巴士服務，暫時為澳門威尼斯人度假村酒店提供7條口岸路線，為百利沙酒店提供4條口岸路線。巴士的出車密度高達3分鐘一班，因此增加了與公共巴士公司的競爭。

### 金光豪華轎車、金光專車
路氹金光大道®金光豪華轎車™（The Venetian® Macao Limousine Services™）是一個預訂租車服務，可以接送客人往來澳門威尼斯人度假村酒店或者送客人到景點遊覽。而路氹金光大道®金光專車™（Cotai Strip® CotaiLimo™）是24小時服務的專車服務，是一個預訂專車服務，接送客人往來澳門威尼斯人度假村酒店。

### 濠會
路氹金光大道®濠會™是路氹金光大道項目中的會員計劃，會員可享有路氹金光大道期下品牌酒店之尊貴禮遇，包括禮品換領、餐廳折扣、電郵優惠及參與會員活動等。而濠會還有金沙會，金沙會是澳門金沙落成時候所定立的兩會都可享有所有路氹金光大道期下品牌酒店和金沙澳門所提供的優惠，基本上兩個會是可以互通的。而濠會和金沙會都分為金卡會員和紅寶會員兩個階級。

### 金光旅遊
金光旅遊®（Cotai Travel）是提供有關旅遊及票務的服務，為酒店住客、會展賓客、遊客、臨時訪客及其他賓客提供一站式全面旅遊服務，包括預訂機票、金光飛航船票、直昇機機票，預訂本地及海外遊客套房服務以及提供金光專車及穿梭巴士的租用服務等。

## 交通
金光大道中央的路氹連貫公路是一條連接路氹的重要道路，同時亦是區內最主要幹道，當所有工程項目完成後，將會不斷加重路氹連貫公路北段的交通壓力。按照區域的規劃藍圖，區內將會建成20座大型酒店，十數家大型娛樂場，數個會展場地、以及多個大型表演場館，再加上多個大型購物中心；同時間蓮花大橋（路氹邊檢大樓）出入境人數不斷增加，因此區內的交通需求將會日益嚴重。
為了分流來往路、氹間之車輛，路氹連貫公路的東西方已經各開通了兩條公路連接路、氹；其中一條是位於路氹連貫公路西方的蓮花海濱大馬路，而位於公路东方的機場大馬路則需要經蓮花路再進入路氹連貫公路的南段往路環。因為兩方的新道路比較冗長，而且沒有路氹連貫公路這麼方便，因此使用率不高。
巴士是區內主要的交通運輸，但隨著金光大道的工程相繼開展後，區內的巴士班次並未能滿足區內需求，尤其當澳門威尼斯人度假村酒店開幕後，令本身不足的公共運輸百上加斤。雖然澳門兩家巴士公司已經開辦多條巴士路線，實際上卻遠遠未能滿足需求。當威尼斯人度假村落成啟用後，該公司便立即開辦了專巴服務，從澳門四個口岸入境的旅客可直接乘坐該專巴直達酒店，雖然減輕了路氹城交通負擔，但同時亦加重了澳門區的路面壓力。
澳門輕軌氹仔線的建造工程於2012年相繼展開。2009年所發表的《軌道系統第一期2009興建方案》中所提到，路氹東站建於金光大道附近，而排角站以及蓮花口岸站亦設於金光大道兩端，但輕軌開通未能有助舒緩該區的交通壓力。

## 相關
- 路氹城
- 金沙中國
- 金光飛航
- 路氹連貫公路
- 威尼斯人(澳門)股份有限公司
- 澳門威尼斯人度假村酒店
- 澳門百利宮
- 新濠天地
- 澳門銀河
- 澳門倫敦人
- 新濠影匯
- 永利皇宮
- 澳門巴黎人

## 外部連結
- 路氹金光大道官方網頁[永久]